# Wilhelm Altheim
Pour les articles homonymes, voir Altheim.
Wilhelm Altheim, né à Groß-Gerau (Grand-duché de Hesse) le 2 août 1871 et mort à Rödelheim (Francfort-sur-le-Main) le 25 décembre 1914 , est un peintre et graveur hessois de genre et de paysages.
Élève de l'institut de Francfort-sur-le-Main de 1886 à 1894, puis il se fixe à Eschersheim.

## Musées
- Francfort-sur-le-Main : 
  - Le goûter – Après le dur travail.
- Hambourg : 
  - Le Goûter.